# زی ادواردو
زی ادواردو (به پرتغالی: José Eduardo Bischofe de Almeida) مهاجم اهل برزیل است که در شهر Promissão و در تاریخ ۲۹ اکتبر ۱۹۸۷ به دنیا آمده‌است.
زی ادواردو در تیم‌های فوتبال پالمیراس سابقهٔ حضور دارد.